# Szürkeszemű bülbül
A szürkeszemű bülbül (Iole propinqua) a verébalakúak (Passeriformes) rendjébe, ezen belül a bülbülfélék (Pycnonotidae) családjába és a Iole nembe tartozó faj. 17-19 centiméter hosszú. Kambodzsa, Kína, Laosz, Mianmar, Vietnám és Thaiföld szubtrópusi és trópusi alacsonyan fekvő nedves erdőiben él. Gyümölcsökkel és rovarokkal táplálkozik.

## Alfajok
- I. p. propinqua (Oustalet, 1903) – dél-Kína, kelet-Mianmar, észak-Thaiföld, észak-Laosz;
- I. p. aquilonis (Deignan, 1948) – észak-Vietnám, dél-Kína;
- I. p. simulator (Deignan, 1948) – délkelet-Thaiföld, Kambodzsa, dél-Laosz, dél-Vietnám;
- I. p. innectens (Deignan, 1948) – dél-Vietnám;
- I. p. lekhakuni (Deignan, 1954) – dél-Mianmar, nyugat-Thaiföld;
- I. p. cinnamomeoventris (Stuart Baker, 1917) – dél-Mianmar, dél-Thaiföld.

## Fordítás
- Ez a szócikk részben vagy egészben  a   Grey-eyed bulbul című angol Wikipédia-szócikk fordításán alapul.  Az eredeti cikk szerkesztőit annak laptörténete sorolja fel. Ez a jelzés csupán a megfogalmazás eredetét és a szerzői jogokat jelzi, nem szolgál a cikkben szereplő információk forrásmegjelöléseként.